# シュピーゲル・シリーズ
『シュピーゲル・シリーズ』は、冲方丁による日本のライトノベル。『オイレンシュピーゲル』（EULEN SPIEGEL）と『スプライトシュピーゲル』（SPRITE SPIEGEL）と『テスタメントシュピーゲル』の3つの作品にまたがって展開されている。『オイレンシュピーゲル』、『テスタメントシュピーゲル』は角川スニーカー文庫（角川書店）より刊行され、イラストはオイレンシュピーゲルが白亜右月（原案：島田フミカネ）、テスタメントシュピーゲルが島田フミカネ。『スプライトシュピーゲル』は富士見ファンタジア文庫（富士見書房）より刊行され、イラストははいむらきよたかが手がける。

## 概要
舞台は西暦2016年の国連管理都市ミリオポリス（かつてのウィーン）。極度の少子高齢化と犯罪・テロの増加を背景に児童労働と身体障害児に対するサイボーグ化が認められている。サイバーパンク的な架空の近未来が舞台ではあるが、9・11等の事件や国際問題、差別・貧困・テロリズムなどの現実の社会情勢を豊富に盛り込むことで、現在の世界の先にありえるかもしれない未来社会として描写している。
『オイレンシュピーゲル』は、警察組織MPBの飼い犬となり、機械の手足を得て街を縦横無尽に駆けめぐる「黒犬」「紅犬」「白犬」と呼ばれる3人の少女の物語である。『スプライト』に比べ、戦闘シーンや主役3人の過去における残酷な描写が目立つ。また掲載誌の『ザ・スニーカー』（角川書店）で読者からアイディア募集を行い（衣裳など）、実際に作中に登場させている。『エースアサルト』2007 WINTER号から2008 SUMMER号まで曽我部修司の作画による漫画版が連載され、『月刊少年シリウス』（講談社）では二階堂ヒカルによる作画の漫画版が2010年2月号から2013年2月号まで連載。タイトルの「オイレンシュピーゲル」はドイツ語で「フクロウと鏡」（どちらも知性の象徴）の意味。ドイツの伝説的ないたずら者ティル・オイレンシュピーゲルから。作中では「死に至る悪ふざけ」のルビが振られている。
『スプライトシュピーゲル』は、公安警察MSSに所属し、電子の羽根を得て街を翔び回る〈紫火〉〈青火〉〈黄火〉と呼ばれる3人の少女の物語である。『オイレン』に比べ、主役3人に限らず脇役の大人たちに対する描写にも頁を割き、MSSという組織全体としての活躍を描いている。各章冒頭+作中でギリシア神話に関する三択クイズが出される。タイトルの「スプライトシュピーゲル」はsprite（=英語で「妖精・小鬼、雷雲上の発光現象」）、spiegel（=ドイツ語で「鏡」（「物語」の意味でも使われる））の意味。作中では「妖精たちの物語」のルビが振られている。
『テスタメントシュピーゲル』は、『オイレンシュピーゲル』・『スプライトシュピーゲル』の合流となるシリーズ完結篇である。非常に登場人物が多く、巻頭の登場人物リストには総計52人が記載されている。『オイレン』以上に残酷な描写が強く、『マルドゥック・ヴェロシティ』にて使用されたビジョンの表現が導入されている。挿絵は口絵以外にはない。
『オイレンシュピーゲル』と『スプライトシュピーゲル』で世界設定やキャラクター等がリンクしている。さらに『オイレン』第弐巻と『スプライト』第II巻、『オイレン』第肆巻と『スプライト』第IV巻では同一の事件がそれぞれのシリーズの視点から展開される。
もともとは著者が第1回の受賞者であるスニーカー大賞の10周年特集の読み切り短編として、「オイレンシュピーゲル」が角川書店の雑誌『ザ・スニーカー』2004年12月号に掲載された。著者はその世界の中に別の物語を見出し、2つの物語の絡み合いを書くために『ザ・スニーカー』の「オイレンシュピーゲル」と富士見書房の雑誌『ドラゴンマガジン』の「スプライトシュピーゲル」の2誌同時連載が2006年4月に開始した。2007年2月1日に角川スニーカー文庫の『オイレンシュピーゲル』、富士見ファンタジア文庫の『スプライトシュピーゲル』それぞれの第1巻が同時発売され、2009年現在続刊中。2009年から最終章の『テスタメントシュピーゲル』が展開されている。
冲方丁は『テスタメントシュピーゲル1』において、シュピーゲル・シリーズ完結をもってライトノベル作家を引退することを宣言し、帯には「最後のライトノベル」と書かれた。

## 登場人物

### 〈猋（ケルベルス）〉
『オイレンシュピーゲル』の主役3人が所属する、MPB遊撃小隊の一つ。14歳の特甲少女3人から構成。主な任務は犯罪者の制圧確保及びド派手な衣裳によるMPBの広報キャンペーン。
涼月（スズツキ）・ディートリッヒ・シュルツ
〈猋〉の小隊長・突撃手（スターマン）。コードネーム「黒犬（シュヴァルツ）」。通称「対甲鉄拳（パンツァーファウスト）の涼月」。黒髪短髪・黒眼・貧乳。
超振動型雷撃器内蔵の両手足で肉弾戦を挑むボクサー。
短気。目立つ敵にはすぐにつっかかる。無類の一騎討ち好き。戦闘前にしばしばファックサインをする。
父親はトルコ系移民、母親はオーストリア貴族。先天性の末端神経障害のため、物を掴むことも歩くこともできずにいたが、娘の障害を認めなかった両親が医師に見せなかったため病状が悪化。逃げ出して病院まで這っていき、機械化児童となる。この際のガッツを買われ、小隊長に任命された。機械化後もトラウマから自ら手を開くことができなかったが、〈子供工場〉で出会った夕霧により心を開く。
実際は移民であった父は市民権を獲得しておらず、保険の適用外であったため、涼月の治療には莫大な治療費がかかり、親権を抹消して労働児童として登録することを両親から離れることを嫌がった涼月自身が拒否した。父親は莫大な借金をすることで涼月を治療したが、福祉局の判断で子供を育てる能力がないとして親権を剥奪されてしまった。
「幸福な家庭」を心の底で渇望しており、自分が得られなかった「幸福な家庭」に育った人間に、激しい嫉妬と劣等感を抱えている。
14歳にしてヘビースモーカー。銘柄はショートホープ（＝「はかない希望」）。
「A.S.A.P.（=As Soon As Possible: 可能な限りさっさとやれ）」の刻印入りジッポーを愛用。
特甲児童としての労働期間を短縮するためにこっそり勉強している（得意科目は語学）。実は整理魔。乱視が入っており、非番時は眼鏡っ子。
『スプライトシュピーゲル』の主人公の一人、鳳（アゲハ）がかつて人格改変プログラムの影響で暴走した際にそれを食い止めたことがあるらしい（ただし、その記憶は抹消されている模様）。
陽炎（カゲロウ）・サビーネ(ザビーネ)・クルツリンガー
〈猋〉の狙撃手（スナイパー）。コードネーム「紅犬（ロッター）」。通称「魔弾の射手（フライシュッツ）の陽炎」。赤髪・灰眼・発達した超モデル体型。
右腕と一体化した巨大な超伝導式ライフルと各種探査能力による精密射撃を行う。
「S∽I」（＝「彼女 (Sie) 」と「私 (Ich) 」は相似である）マークのケースレス弾を使用。
冷静沈着なニヒリストの「私」の中に直情的で奔放な「彼女」という別人格（心の声?）を持つ。
幼少時から自分のことを「彼女」と呼ぶ癖があった。8歳の時狩猟中の父親に過失で撃たれ、四肢麻痺となる。奴隷のように尽くす父と2人きりで暮らすうちに近親相姦に陥り、また目前で父の自殺を見届けたことで激しいショックを受け、解離症状を呈する。〈子供工場〉で覚えた「S∽I」をキーワードに、自我の統一を図っている。ここで出会った夕霧を追って警察入隊。
「父様」の面影のある男を誘惑し、父と同じような破滅に追い込みたいという強迫観念がある。
「克服あれ」（父所属のライフル友愛会の標語）と囁く声が心の奥の6000万光年ほどの彼方から聞こえるらしい。
情報マニアで、解説役。ガムを正確な八拍子で噛む。片付け下手で自室はカオス。おっさん趣味。乙女化進行中（対ミハエル中隊長限定）。
夕霧（ユウギリ）・クニグンデ・モレンツ
〈猋〉の遊撃手（ショート）。コードネーム「白犬（ヴァイス）」。通称「悪ふざけ（オイレンシュピーゲル）の夕霧」。金髪・碧眼・ユダヤ系。
腰の特大パイルバンカーと両手指から放射する幅2ミクロンのワイヤー10本で相手を切断する、歌って踊れる殺人ミキサー。
天真爛漫を通り越した重度の天然ボケ電波娘。心優しい性格で常に笑顔を絶やさない。
歌とダンスと平和が大好き。「銀行強盗シンフォニー」「テロリストソング」等、不謹慎な歌を全チャンネル無線で歌っては通信班にフィルターを掛けられている。
母親と2人で極貧ながら幸せに暮らしていたが、夕霧の学費を得るために麻薬取引の金を掠め取った事で追われた母が娘を逃がすため、孤児の機械化児童として市の所有物とする道を選択。夕霧を児童福祉局前のビルから転落させる。収容された〈子供工場〉で涼月・陽炎と出会う。手足の操縦訓練では抜群の成績を叩き出し、専門職コースから警察に入隊。
今でも母にもらった電池切れの携帯電話で「ママと話ができる」と信じている。
ミュージカル調空想癖あり。三人娘の一番人気でマスコミに引っ張りだこ。
テレパシー並みの電波的直感で他人の心を察するが、第参巻の白露との出会いを通じ、あらゆる人間の「痛み」（悲しみ、恐怖など負の感情の総称）をも感じるようになる。

### 〈焱の妖精（フォイエル・スプライト）〉
『スプライトシュピーゲル』の主役3人が所属する、MSS要撃小隊。特殊空戦機動型（〈燐晶羽（フェデール）〉と呼ばれる昆虫の羽根をモデルにした高機動特甲を装備）の特甲少女3人で構成。〈羽〉は脳への負荷と中枢神経系へのストレスが大きく、代償として過度の味覚刺激を求める副作用がある。
鳳（アゲハ）・エウリディーチェ・アウスト
小隊長・要撃手（サプライザー）。コードネーム〈紫火（アメテュスト）〉。15歳。
ウェーブがかかったロングヘア。紫色の瞳。紫のリボンベルト。紫のピンストライプのタイと紫ずくめ。〈転送〉後は紫のアゲハチョウの羽が背中に生える。
左目に海賊傷（人格改変プログラムを適用され暴走した時のもの、鳳自身は当時の記憶を抹消されている）。
身長より大きい12.7ミリ超伝導式重機関銃を片手で抱え、掃射攻撃を行う。副次装備としてリボルバー式グレネードも使用。
上品な優等生だが勝ち気で口も達者、キレると非常に怖い。9ミリ拳銃を常時携行、やる気のない乙と雛に活を入れる。
由緒正しいドイツ家庭に生まれたが、遺伝病のため学校にも通えず家で過ごした。両親が没頭していたカルト教団の砦から餓死寸前の弟妹を救うため一人逃げ出すが、オルフェウスの様に途中で振り返って戻ってしまい、砦の自爆に巻き込まれる。その後児童福祉局で機械化され、螢・皇らとチームを組む。当時は泣き虫だった。
犯罪者や暴力を振るう人間には厳しい反面、たとえテロリストでも子供に対して非常に甘く、命令違反することも珍しくない。
星占い好き。出撃前のおまじないを欠かさない。毎回ギリシア神話に関する三択クイズを出す（これらはかつてのチームメイトたちの習慣をそのまま継承している）。
将来は国連調停官になり、世界の争いをなくすのが夢。スクリーンセーバーには父に教わった胡蝶の夢を使用。極辛党。Fカップらしい（本人は大きすぎて悩んでいる）。
かつて人格改変プログラムの影響で暴走した際、『オイレンシュピーゲル』の主人公の一人である涼月（スズツキ）の手で暴走を止められたらしい（ただし、その記憶は抹消されている模様）。
乙（ツバメ）・アリステル・シュナイダー
小隊の迫撃手（モータル）。コードネーム〈青火（ザーフィア）〉。
蒼い眼。ツインテールの髪。青いスカート。ニーソックス。〈転送〉後は青いトンボの羽が生える。
肉弾戦が得意。両肘から伸びる超高熱の灼刃（ヒートブレイド）で相手を溶解・切断する。
理由なき反抗娘。目立ちたがり。不良口調。ニヒリストで口が悪い。その性格ゆえよく鳳と衝突する。
胸の中で“時計ワニ”がチクタクチクタクと時を刻んでおり（実際にはペースメーカーの音）「このままドキドキし続ければパパとママにもう一度会えるかもしれない」と囁いているらしい。
8歳時に両親が離婚、乙を親戚に預けるため3人で乗った飛行機がハイジャックされ墜落（軍による撃墜の噂もある）。両親を含む乗客乗員はシートベルトで身体を両断され死亡。シートベルトに“縛られている”と感じ、直前にベルトを外して走り出した乙一人だけが、乗客の遺体がクッションとなって一命を取り留める。
この「ルフトハンザ391便ハイジャック事件」はある男を殺すために仕組まれた事件であり、墜落の原因はホイテロートによる爆破。
この事故の“ドキドキ”の記憶と両親の思い出は乙の内面で不可分のものとなっており、両親に再会するためのさらなる“ドキドキ”を渇望している。
香港でカンフー映画に出演するのが夢。ゲーム好き。極甘党。いつもロリポップを齧っている。三択では必ずBを選ぶ。
雛（ヒビナ）・イングリッド・アデナウアー
小隊の爆撃手（ボンバー）。コードネーム〈黄火（トパス）〉。13歳。
琥珀の目。金色のショートヘア。黄のリボンタイ。芥子（からし）色のスカート。〈転送〉後は黄色のスズメバチの羽が生える。
武器は右手の火炎放射器と左腕の円筒形ポッドから展開する連結式爆雷。他にもプラスチック爆薬・手榴弾・対人地雷・トラップ等を使用。両手指は工作機械化も可能。
他人の話を聞かない自己完結電波娘。内向的で人間不信気味。危険を感じると「黄色い」「夕日」「ぶんぶん鳴ってる」等表現する。
過去の経験から男性不振の傾向があり、性的危険に敏感なためか一人称がボクで自分を男の子だと主張している。
幼少時から電波的直感が非常に鋭く、カルト信者の父親含む周囲の男性から自分に降りかかるであろう危険を察知していたが、性格ゆえその根拠を明確に言語化して説明できなかったため、誰にも信じてもらえないということが続いていた。ある日、映画『ターミネーター』で「危険の原因は全て未来にあり、それを知らないものには説明も解決もできない」と言う観点を得て自らの不安に形をつける。危険に対抗するため、作中で使われたパイプ爆弾の製造法を検索するうち、偶然繋がったプリンチップ社のサイトで爆弾製造技術を催眠学習するが、自作爆弾を持ち込んだスクールバスが事故に遭い暴発、重傷を負う。
常にヘッドホンと旧式iPodを装着し、大音量で音楽（主にクラシック）を聴いている。CDショップを開き、一日中音楽を聴くのが夢。酸味党。三択では必ずCを選ぶ。

### MPB（ミリオポリス憲兵大隊）
オーストリア国家憲兵隊の一部隊。突出した重武装で凶悪犯罪に対処する。
吹雪（フブキ）・ペーター・シュライヒャー
MPBのマスターサーバー〈刕（レイ）〉の接続官（コーラス）。〈猋〉担当。特甲少年。IQ300の天才児であり、仕事は優秀。その頭脳を駆使して政府の非公式書類を携帯端末で3人に読ませる等、善意の固まりの地雷。涼月に絶賛片思い中。気弱な天然だが、自分の主張は頑として譲らず、涼月のためならば手段を選ばない一面がある。
先天性の四肢欠損障害を抱えながらも、愛情溢れる両親の下で一般の生活を送っていたが、政府により強引に機械化され特甲児童となった経緯がある。義肢の操作は不得手であり、超運動音痴。
フランツ・利根（トネ）・エアハルト
MPB副長。〈猋〉の指揮官にして絶好のからかい相手。通称「蜘蛛の巣フランツ」。神経質な堅物参謀。愛車はメルセデス・ベンツ・SLRマクラーレン（120回ローン　車内は禁煙・飲食・土足禁止）。ヘルガの学友で共に国際刑法学を学んでいた。公式・非公式にMSSに協力する。
オーギュスト・天龍（テンリュー）・コール
MPB大隊長。都市治安に軍の兵科を導入した武闘派。通称「沈黙のオーギュスト」。名前は『微睡みのセフィロト』の登場人物からとられている。
ミハエル・宮仕（ミヤシ）・カリウス
MPB〈怒濤（ドランク）〉中隊長。経験豊かな凄腕の狙撃手。漢字の「中（アタル）」マークのケースレス弾を使用。
〈特憲〉の斥候狙撃部隊〈赤のジャック（ロートバオアー）〉元隊長。傭兵となって世界を股にかけ大金を稼いでいたが、「ライフルの汚れ」を自覚し脱退。狙撃手として見込んだ陽炎に、傭兵仲間の証であった「中」の麻雀牌を贈る。
アフリカ南部で活動していた際にゲリラと戦っていたミハエルは、その末端である児童たちを殺してしまったことから、ライフルに汚れがこびりついている幻覚に苛まれていた。それを見かねた〈赤のジャック〉のメンバーは、ミハエルにもう一度子供を撃たせることでそのトラウマを払拭しようと考えた。そしてベルナルド・ジュリーニとその血縁とアルブレヒト・アイスラー殺害の依頼を受け、「ルフトハンザ391便ハイジャック事件」と「医師狙撃事件」を実行した。そして「医師狙撃事件」の罪をライフル友愛会になすりつけるため、友愛会のメンバーの娘が父親の過失で銃撃されたという状況を演出した。つまり〈赤のジャック〉こそが幼い陽炎を狙撃した真犯人。それを機に再びライフルを握れるようになったミハエルだったが、ある日他のメンバーが陽炎が生存していることを知る。陽炎にとどめを刺そうとする仲間と対立したミハエルは3人と殺し合い、左肺を失う重傷を負ったものの生き残り、オーギュストに拾われてMPBに所属することになった。
マリア・鬼濡（キヌ）・ローゼンバーグ
MPB医師。長身の美女。カーマニアでスピード狂でヘビースモーカーなパンク姐さん。
ミゲル・千々石（チヂワ）・ベイカー
MPB広報部マスコミ課課長。MPB隊員の衣裳デザイン責任者。三人娘に水着やメイド服やウエディングドレスなどを次々繰り出してくる。オカマ口調。自称永遠の25歳。怒ると怖いらしい。
モリィ・円（マドカ）・カリウス
MPB機動捜査課捜査官。ミハエル中隊長の実妹。良き教師的振る舞いで陽炎を壮絶にイラつかせる。かつて教育官として幼い陽炎たちと関わっているが、3人に記憶はない。

### MSS（ミリオポリス公安高機動隊）
情報収集と要撃による都市全域警備を目指す独立部隊。情報収集のエキスパート。長く実戦力を持てずにくすぶっていたが、第I巻で公安局マスターサーバー〈晶（バク、正確には瞐：3つの目と書く）〉の独占使用を認められたため、〈焱の妖精〉の公式出撃が可能となった。
冬真（トウマ）・ヨハン・メンデル
バロウ神父の助手。金髪。碧い瞳。ウィーンの森爆発事故で両親を亡くし、バロウ神父に引き取られる。おっとりした優等生。鳳に淡い恋心を抱いている。人並み外れた数学の才を持ち、通っていた学院も飛び級で既に卒業している。
亡き父ルートヴィヒ・数馬・メンデル博士は特甲児童の開発責任者の一人だったが、冬真本人は知らされていない。第IV巻で期限付きながらMSS解析課員となる。三択では必ずAを選ぶ。
トマス・ルートヴィヒ・バロウ神父
MSS外部顧問。白髪。灰色の目。元兵器開発局の技術顧問。特甲児童の開発責任者唯一の生き残り。特甲児童への転送兵器搭載に反発、解任された。キプロス紛争を目の当たりにし、一旦兵器開発から退いたが、贖罪のため再び戦場へと戻ってきた。冬真に自らの轍を踏ませたくないと考えており、彼がMSSに関わることに必ずしも賛成していない。三択ではヒント役。名前は『微睡みのセフィロト』の登場人物からとられている。
ニナ・潮音（シオン）・シュニービッテン
MSS副官。〈焱の妖精〉指揮官。短い黒髪。漆黒の眸。トルコ系移民。イスラム原理主義の父親に反発しトップモデルとなったが、家族の自爆テロを機に父の苦しみとヘルガを知り、軍に入隊。ヘルガに絶対の忠誠を誓う生真面目な白雪姫。三択ではさっさと回答を検索する。
ヘルガ・不知火（シラヌイ）・クローネンブルグ
MSS長官。アップにした金髪。右肩から左腰にかけて巨大な火傷痕。愛嬌と能弁と恫喝を駆使する美女。自らの理想を実践するためMSSを設立したが、事後承諾・独断専行が目立ち、政府やBVTからは疎まれている。B級ホラー映画鑑賞が密かな娯楽。
水無月（ミナヅキ）・アドルフ・ルックナー
マスターサーバー〈晶〉の接続官（コーラス）。だぼだぼの白衣。緑のキリギリスの羽根の特甲少年。プライドが高くオーバーアクション。エロ魔人。鳳に好意を抱いているが、日頃のセクハラ発言のため、鳳本人には変態呼ばわりされている。実際は純情で、素直に想いを伝えられないひねくれもの。
過去に母親であるマルグリッテが引き起こした放火に巻き込まれ身体を損傷。その後収容された〈子供工場〉で鳳と出会った経緯を持つ。
シャーリーン・巫（カンナギ）・フロイト
MSS情報解析課課長（『スプライトシュピーゲル』第I巻 - 第III巻）。気怠げな眼鏡女性。よれよれの白衣。水無月の上司。毎度の水無月の暴走をスリーパーホールドで鎮圧する。元政府施設のウイルス研究者。
ホルスト・御影（ミカゲ）・ブレネンデリーベ
MSS地上戦術班専任士官。階級は少尉。陽気な色男。芝居がかった喋り。酒好きで飲むと暴走する。ニナとは軍時代からの付き合いで、成人前の漢字名で呼び合う仲。
ロルフ・日向（ヒナタ）・アナベル
MSS地上戦術班副長。階級は伍長。クルド系移民。ムスリム。頭部から額にかけて傷跡がありバンダナを巻いて隠している。硬派。乙を「アリス」と呼ぶ。
ケンタウロスAII型（ツェンタウアー・アーツヴァイ）
MSS地上戦術班が使用する軍用戦車。2つの腕と4つの脚。頭に鋭い角。脚の付け根の装甲タイヤで移動。単座。通称「カブトムシ（ケーフェル）」。
アルフォンス・浄崇（キヨタカ）・ディーゼル
MSS情報解析課課長（『スプライトシュピーゲル』第IV巻 - ）。英国系。元兵器開発局情報課。外見はシュワ似。常に慇懃かつ男気にあふれる巨漢。愛車はスーパーカブ。

#### 旧要撃小隊
当時最年少の鳳を「お嬢様（フロイライン）」と呼び、出撃前のクイズや星占いを教えるなど可愛がっていた。人格改変プログラムを適用されたが、互いに殺し合うという事故が発生、公式記録上は行方不明。現在はトラクルへの復讐を誓いミリオポリスに潜伏しつつも、成長した鳳を遠くから見守っている。
螢（ホタル）・ヘレン・トローベル
迎撃手（セプター）。おかっぱの赤毛、ミント色の目。無数のホタルのごときプラズマを形成し攻撃する。現在は皇の左手に内蔵されており、第三者からは声のみが聞こえる。
皇（スメラギ）・アンジェラ・ヴァール
伏撃手（アンブッシュ）。ぼさぼさ金髪、萌黄の目。大きな軍用ジャケット。ごつい灰色の機械の左手。〈転送〉後は透明なイナゴの羽が生える。透過防壁を形成し一瞬で姿を消すことが可能。寝ぼすけらしい。

### オーストリア政府

#### BVT（憲法擁護テロ対策局）
エゴン・ポリ
BVT局長。痩躯。黒ずくめのスーツ。通称黒カマキリ。未来党員。一部署にすぎないMSSの勢力拡大を警戒し敵視しているが、理想を貫こうとする姿勢を羨んでもいる。ヘルガやフランツの大学の先輩。
グスタフ
BVT内務調査課所属。レベル3転送後の特甲児童に対する精神面の処置についての調査を行っている。
フランク・ヴァルター
〈特殊憲兵隊〉国際空港警備部隊長。ミハエル中隊長の〈特憲〉時代の戦友。傭兵になった彼を憎んでいたが、空港での共闘を通じ信頼を取り戻してゆく。
ペーア・ガブリエル
〈特殊憲兵隊〉部隊長。緑のグレー帽の大男。趣味は音楽鑑賞。MSSを嫌っていたが、国連ビルでの共闘を通じて信頼関係が生まれる。
『テスタメントシュピーゲル』では特憲を辞めてMPBに所属する。

#### 未来党
ヴォルフガング・ラバグルト内務大臣
未来党所属。一人息子が国際空港で人質に取られたことを口実に国連都市への増援を強引に引き返させ、孤立無援とする。

#### 国民党
ゴットフリート・シーレ内務大臣
巨漢。三白眼。第一話で市内への戦術ヘリ出現の報とヘルガの揺さぶりにあっさり屈し、本来は公安局所有の〈晶〉の全使用権を一部署のMSSに一任する書類にサインしてしまう。
イグナツ・フォン・エアラッハ上院議員
軍事派遣協議会議長。顔見知りのヨーゼフから政府との連絡役として指名され、裏切り防止のため妻子を人質に4JO注射を強要される。

#### 社会党
エドワルト・オヴェロン・メッサーシュミット
ウィーン州知事。社会党所属。黒人の血を引くキプロス内戦の英雄。MPBオーギュスト大隊長のかつての上官。MPBをBVTから独立させ知事直属部隊として認めるよう大隊長たちから迫られるが、拒否する。MSSヘルガ長官の異母兄。『スプライトシュピーゲルIII』では妹からの情報を受け、BVTへの牽制を兼ねてMSSの保護下に入る。良きアドバイザー。

#### 軍
ハンス・ヘルベルト大尉
オーストリア機械化歩兵師団所属。脱走した特甲猟兵たちを捜索している。
アデライード・白堊（ハクア）・ファーレンハイト
特甲開発設計士。兵器開発局所属。アラブ系ハーフ。巻き髪のブランド姉ちゃん。涼月のレベル3特甲〈ガヤルド〉、陽炎のレベル3特甲の開発主任。
クラリッサ・灰叢（ハイムラ）・ディーゼル
特甲開発設計士。兵器開発局所属。外見は古風な英国レディ。乙のレベル3特甲〈サラマンデル〉開発主任。故メンデル博士の部下。アルフォンスの姉だが、やや過保護。

### テロリスト・敵対組織

#### プリンチップ株式会社 (Princip Inc.)
テロリストや犯罪傾向のある一般市民にプリンチップの刻印入りの高性能武器を供給する、ダミー会社を装ったテロ支援組織（ミリオポリスの法律では企業は刑事罰の対象にならないため）。
リヒャルト・トラクル
プリンチップ社のエージェント。禿頭。緑の目。陽気な口調の中年男性。小さな黒い手の模様のネクタイ（＝黒手組）。自分の境遇に鬱屈している人間に突然接触し破壊活動を扇動する、劇場型テロの演出家。全ての人間に戦争をする理由を提供することを自らの使命とする。『スプライトシュピーゲル』『オイレンシュピーゲル』両シリーズの黒幕。
※両作第4巻現在、異なる2人が存在する。「トラクルおじさん」＝国際空港で大演説をぶった方。象牙色のスーツ。自分では運転しない。『オイレン肆』ラストで顔の右半面に火傷。「リヒャルトさん」＝『スプライトIII』で逮捕された方。漆黒のスーツ。自分で運転する。

#### 特甲猟兵
白露（シラツユ）・ルドルフ・ハース
オーストリア軍の特甲少年。16歳。レベル3特甲を基本装備とする“特甲猟兵（ヤークトコマンドー）”。最新鋭戦闘機を何機も墜落させた、通称“鳥落とし”。
軍の切り札としてイラクの砂漠に1000日以上にわたってただ一人で駐屯、周囲300平方キロを中立地帯としていたが、神経症や感情の喪失の果てに脱走。
トラクルの運び屋となり、プラーター公園の片隅でバイオリンを演奏していた際に夕霧と出会う。
見たり聞いたりすることを「食べる」と称する。また感情は物質であり、「誰かの心が宿ったもの（内臓等の人間の肉体）」を「食べる」ことで自らの失った感情を回復できると考えている。
光葉（ミツバ）・ヨアヒム・ローゼンツヴァイク
オーストリア軍の特甲猟兵。腰までの長髪で顔が見えない。ユダヤ人。自らをナジル人であると信じている。白露と同時期に脱走。
透明化が可能な特甲〈夢魔の精（アルラウン）〉と通信監視操作装置〈テンペスト・システム〉を駆使する「見えない敵」。代償として音声機能障害があり無線のみで会話する。
ユング三兄弟
特甲猟兵の3つ子。15歳前後。特甲猟兵のチーム化テストケースとしてダルフール紛争に派遣されたが、この世の地獄のような戦場に耐えかね脱走。レベル3の人格改変化に耐えるため、3人で変通抑制を共有していた。なぜか広島弁。
陸王（リクオウ）・マルティン・ユング
長男。坊主頭。特甲駆逐猟兵。巨大チェーンソー+重機関銃・抗磁圧防壁の盾・両肩の超振動型雷撃器など武装を満載した黒鉄の特甲。常に激しい喉の渇きを感じている。秋水を殺した後、虫の幻覚が見えるようになる。
「テスタメント」1巻の時点では、弟たちの人格を転写して多重人格のような状態になっている。また、特甲に後述する秋水のガンバイクを装備している。
秋水（シュウスイ）・ルーエン・ユング
次男。パンク刈り。特甲擲弾猟兵。空中ガンバイクのごとき赤銅の巨大迫撃砲特甲を乗りこなす。ゴキブリが瀕死の人間に必ず寄ってきた記憶から、絶えず無数の幻覚の虫が見える。トラクルを追って来た螢と皇に人格改変プログラムの修正パッチ（?）を流されたが、人格の時間面を進めることが出来ず、暴走の末陸王を殺そうとし、兄に首をはねられた。
剣（ツルギ）・シンケル・ユング
三男（既に死亡）。最初に渇きや幻覚が現れ始め、鬱陶しがった兄たちに虐待の末殺されるが、彼の死後2人に同様の症状が現れる。

#### 〈キャラバン〉
アフリカを主市場とする傭兵的戦術指導者集団。プリンチップ社が大々的に出資。元々はCIAが作り上げたダミーのテロリストグループ。
ロートヴィルト（コータロー・佐脇・クロイツェル）
〈キャラバン〉所属の日本人狙撃手。〈赤のジャック〉の元メンバー。座位（あぐら）で正確無比な射撃を行う。プリンチップ社製の狙撃用ライフル〈シャウラ〉を使用。ウィーンの森爆発事故や“オーストリアの911”事件に関わりがある。「中」の牌を持つ、ミハエル中隊長のかつての戦友。
ルージュトロワ（シャロン・女郎花（オミナエ）・ベイカー）
〈キャラバン〉所属の狙撃手。〈赤のジャック〉の元メンバー。ブロンドの超ベリーショート。左眼はプリンチップ社製義眼〈グライア〉。スティンガーミサイルを所持。「中」牌所持者の一人で、かつてミハエルに左眼を撃ち抜かれた。
ホイテロート（アリ・ジアッド・ムアウィシュ）
〈キャラバン〉所属の戦術指導者。〈赤のジャック〉の元メンバー。狙撃・爆薬等に精通する万能の傭兵。将軍に雇われていたが裏切り、虐殺の加害者被害者として対立する〈ジャンジャウィード〉と〈フィダフォアド〉を同時指揮する。
イラクのロマだったが、イラク戦争で全てを失い傭兵となる。“オーストリアの911”事件の指揮官。破滅的で完璧主義。皆殺しを好む。ドイツ語で「夕べに赤ら顔」の意（「朝には紅顔ありて夕には白骨となれる身なり」とほぼ同義）。

##### 戦闘部隊
モーリツ・ライト
第3話に登場。BVT情報監督官。外見はふっくらした裁判官のサイバー版パロディ。スパイプログラム〈テューポーンの黒い舌〉をBVTに仕掛ける。自立強襲飛行物体群〈ステュムパロスの群鳥〉に脳を移植。
ケマル・グルダー
第4話に登場。〈戦闘部隊〉所属。シェネル亡き後グループを指揮。追っ手を避けるため、仮想現実接続装置〈シュリンクスの葦笛〉を通して仮想空間から部下に指示を出していた。自立工作兵器〈ヘーラーの大蟹〉に脳を移植。
シェン一族
キプロス系トルコ人の一家。内戦のため故郷キプロスを追われた難民。
シェネル・シェン
第1話に登場。モスク指導者。頭にターバンを巻いている。浅黒い肌。過激派組織ジェマー・イスラミアの系譜を継ぐ〈戦闘部隊（トイファ・ムカテイラ）〉幹部。戦術ヘリ〈カウカソスの大鷲〉に脳を移植した第一の犠脳者。
ファトマ・シェン
第2話に登場。シェネルの妹。キプロス時代からのバロウ神父の友人。水中移動砲台〈ステュクスの渡し船〉に脳を移植。
ノギ・シェン
第5・6話に登場。ファトマの長男。13歳。名前は乃木希典から。長兄として責任感が強い。父親のようなコックになるのが夢と語っていたが、弟妹を喜ばせるための嘘で、実際には料理を作ったことはない。両親の死後、悪徳警官に恐喝されていたところを鳳に救われたが、キプロスに帰るためトラクルの手引きで弟妹と脱出。
ハリト・シェン
第5・6話に登場。ファトマの次男。11歳。将来の夢はカメラマン。MSSの撮影機能付きPDAをもらう。脱出時はPDAを囮にするつもりで持ってきたが、脳を失った妹を見て裏切りを知り、隙をついてトラクルの姿を録画する。
アーディレ・シェン
第5・6話に登場。ファトマの末娘。10歳。I型糖尿病患者。トラクルよりインスリン注射を提供されていた。将来の夢は医師。病気が治ると騙され脳を摘出されてしまう。脳は戦闘機〈コローニスの大鴉〉に移植。

#### テロ組織
各グループはプリンチップ社の計画の元に連携、〈アンタレス1140号〉を落下させ、強奪した原子炉からコードネーム〈666〉＝核弾頭を製造、〈ヴィエナ・タワー〉への輸送リレーを行う。
〈待望の会〉
日本人過激派組織。右翼組織〈七望会〉時代、核汚染され復興対象となった日本からの海外脱出を支援したが、日本政府は国民の難民化を認めず、結果7000人がナホトカ沖で凍死した。
この事件以後、国土放棄が認められて日本人難民が激増するが、〈七望会〉は変質、先進国に対するテロリストと化する。
〈自由戦士団〉
キプロス系トルコ人過激派組織。イスラム原理主義。キプロス独立を承認し、故郷を奪った国連を敵対視する。
〈ジョハルの手〉
チェチェン人過激派組織。イスラム原理主義のもと露・米・国連に対する武装報復を主張。チェチェン独立の英雄ジョハル・ドゥダエフの名を冠する。
〈収穫（ウラジャーイ）〉
反体制ロシア人組織。ソ連解体後の政治的敗北者たちがマフィアと結託した大規模シンジケート。国家機密や大量殺戮兵器を世界中に転売している。
〈タフタ〉
トレーラーで世界各地を放浪し、国際法で禁じられた高度な科学知識を密売する女性のみの集団。ロマを自称。
〈白き盾（ヴァイスシルト）〉
ネオナチ組織。オーストリアの核保有とドイツによる併合を目指し、ミリオポリス軍内部に浸透していた。ドライクローネン警備会社（＝極右グループ〈純粋戦士（ラインゾルタート）〉）は下部組織。
今村蓉子
〈待望の会〉リーダー。厳しい雰囲気の中年女性。元文化人類学者。〈七望会〉時代からの古参メンバーで、モリサンを尊敬していた。
トーゴー・セゼル
〈自由戦士団〉所属の青年。ノギたちの従兄。彼らの復讐に燃え脳摘出を了解。その後BVTに連行されるが、尋問官として鳳を指名する。
ヴェンツェル・エルメンライヒ
エルメンライヒ建設CEO。車椅子に乗った老人。ドイツ民族至上主義で熱心なクリスチャン。かつてEU議員に立候補したがテロに遭い、家族も体の自由も失った。“レーゲルメースィヒ反応（＝「暴力との調和」）薬”の効果でミリオポリスを現代のソドムとゴモラと考えるようになり、核弾頭射出装置である超高層ビル〈ヴィエナ・タワー〉を建設、ミリオポリスの壊滅と浄化を図る。
ハインツ・エルメンライヒ
ヴェンツェルの息子（養子）。20歳前後。テロで殺された実子の身代わりとして育てられた。父を葬るため、トラクルから手に入れたレーゲルメースィヒ反応薬を密かに投与、またタワー完成パーティーで知り合った冬真を拘束し人質に取る。表面上はシニカルだが、本当は年相応の青年。

#### 〈蟲（チオン）〉
中国の非公式国外部隊。機械化歩兵兼スパイ兼現地工作員兼暗殺者。全員が黒孩子（ヘイハイズ）。自由自在に伸縮し動く金属の蛇腹のごとき機械化義肢。転送機能はないが、損傷箇所のみ破棄すれば手軽に再接続可能。特甲児童の海賊版である。
蛭雪（ツーシュエ）
第三一機械工兵営団・営頭（リーダー）。紅と白のチャイナドレス。アルビノ。4本の機械化義手。同名キャラが『黒い季節』に登場している。
蟻骨（イークー）
排頭（小隊長）。黒い中国服。灰色の中国服を指揮。
蛾風（オーフェン）
排頭。白い中国服。赤い中国服を指揮。
蚕影（ツァンイン）
排頭。青い中国服。黄色い中国服を指揮。

#### その他
オットー・千代田（チヨダ）・ワイニンガー
武装集団〈ローデシア〉所属のなんちゃって思想犯。ネットで右翼的言動にはまるうちにリヒャルト・トラクルから巨大拳銃〈ヘラクレス〉を与えられる。トラクルの指令で銀行強盗を支援するが初めて仲間を得た喜びで舞い上がり、影のボスである未来党の選挙事務所を爆破。仲間に追われる身となる。
カール・マキシム・フォルメルハウゼン
ゲオルグの親友。オリンピック出場経験もある優秀な狙撃手。元未来党員。未成年買春で全てを失い、ライフル友愛会の山小屋で暮らしていた。トラクルから与えられた史上最軽量ライフル〈ディオスクロイ〉を自ら教育した後継者（孫たち）に渡し“射手事件”を引き起こす。
スレーブン
ユダヤ系マフィア。ミリオポリス第二十六区の元締めだったが、夕霧に弟や仲間を殺され、自身も右腕を切断。以後トラウマを抑圧しながら警察の情報屋になっていたが、トラクルの接触により夕霧への憎しみが表面化する。
シュテファン・丈蛇（タケダ）・ツヴァイク
トラクル指示下の連絡役。夕霧の画像を2000枚以上集めている熱狂的ファン。母親に密かに毒を飲まされ続けていたが、ナチスシンパの叔父がそれに気づき母親を殺したため、一命を取り留めた。
トラクルから夕霧のワイヤーを無効化する装置を与えられ、叔父から贈られたナチスの制服を着、夕霧を手に入れるため罠を仕掛けたが、暗闇での戦闘で錯乱した彼女に逆に惨殺される。
ウィリー・ココシュカ
第弐話に登場。国際的ブローカー。欧州中の警察から逃げ続けていたが、ゴミ箱を倒した容疑で偶然逮捕、40年かけてEUをたらい回しで裁判を受けるはめになった。資金洗浄のため、財産をアフリカのダイヤ原石に換えていた。
ムージル
第弐話に登場。ハイテク・マフィアのボス。「ココシュカの隠し口座」の噂を追ううち、偶然陽炎のぬいぐるみを手に入れてしまい、災難に巻き込まれる。
ヨーゼフ・ハース
特殊部隊・第四作戦小隊〈山猫（ヴィルトカッツェ）〉元隊員。海外派兵中に過激派に拉致殺害された仲間たちの復讐のため、トラクルと手を結ぶ。必要以上の殺しを好まないプロフェッショナル。最終目的は事件の原因となった多国間密約“リスト”の存在の暴露。
チェイス＝ザ・サードアイ
米系テロリスト。元CIA。額の中央に電子義眼。義眼を介し強力な電子干渉能力を発揮する。MSSとの電子戦の裏でプリンチップ社と協力してミリオポリス内に複数の転送施設を構築、マスターサーバーを通さない転送兵器の使用を可能とした。
ヤーセル・オカモト
〈赤いハヤブサ〉所属のテロリスト。ドレッドヘアのアラブ人。岡本公三の孫を自称。高射砲搭載型移動重砲機体〈パラディオン〉に脳を移植。
ハンス・ヴルスト・クライン
武装集団〈ローデシア〉のリーダー。ミリオポリスで最初に特甲児童が出撃した事件で壊滅した集団の主犯格だった男。

### 他国機関
ユーリー・スタリツキー中佐
ロシア特務官。〈アンタレス1140号〉回収のため来墺。合同捜査の名目上涼月を指揮下に入れる。チェチェン紛争で育った鋼の神経の持ち主。ロシア諺の引用癖がある。
ヨシフ・クールプスキー軍曹
ユーリー中佐の副官。外見は斧の代わりに携帯電話を持ったミノタウロス。倒置法しゃべり。涼月をスズツキーと呼ぶ。
ゲルツェン / 髭面
ヴァシリー / 暗視ゴーグルそっくりの義眼
イヴァン / のっぽ
ピョートル / 最年少
ニコライ / ずんぐり
アストロフ / 碧眼
ワーニャ / 篤信家
ワシリー / 文芸家
セリョージャ / 浪費家
フェージェ / 顔にL字傷
ユーリー中佐の部下。全員筋金入りの軍人。中佐に絶対の忠誠を誓う、愉快で非情な戦争の犬たち。
ターナー・カルテンボーン
CIA欧州支局事務次官補。〈アンタレス1140号〉調査のため来墺。MSSに情報協力するが、BVTを介して米特殊部隊を展開、ソ連末期に隠匿された核ミサイル施設位置特定のため、偵察画像データを強奪した。アメリカの正義を信じて疑わない米軍人のステレオタイプ。
パトリック・イングラム
パレスチナ武装組織〈赤いハヤブサ〉所属の白人男性。正体はCIA潜入捜査官。真の任務は〈キャラバン〉の壊滅とトラクル暗殺。少年時代リトルロック高校事件を通して祖国の大義を知り、その理想を信じて任務に命を懸ける。説教好き。涼月と同行し、事件を追跡する。
グレーテル・ドラゴスティノフ
ドイツ国境警備隊第九群隊員。左目にガラスの義眼を入れ、左手にフックをつけた女性。尋問術のエキスパートで、涼月に尋問術を教え込む。二五二五署内での男性人気はなぜか高い。
デーヴィット・デューク・ブラックストーン
イギリス対テロ諜報機関所属の捜査官。変装と潜入の達人。ダンディなおじさま。
かつてミハエルたち〈赤のジャック（ロートバオアー）〉を雇った「幸運の弾よけ王子」の仕掛け人。
イザベロ・カンパネッロ
インターポールのイタリア人女性捜査官。颯爽とした女傑。
豪胆な性格と容赦ない尋問で犯罪者を震え上がらせる。陽炎を「唐辛子ちゃん」と呼ぶ。陽炎の母と知り合いで、ロッシーニ枢機卿の情報と引き換えに陽炎を必ず守ると約束している。
ピエール・バスティーユ
フランス情報局所属の捜査官。かつてミリオポリスで受けた銃撃の傷が元で、喘息の薬が手放せない。老け顔。
ルフトハンザ391便ハイジャック事件に対するBVTの捜査を激烈に批判し、ミリオポリスの各機関に200通を超える文書（通称「バスティーユ文書」）を送りつけた過去がある。
マーリオ・ロッシーニ枢機卿
暗殺されたヴァチカン市国の枢機卿。ヴァチカン・ピエトロ銀行の帳簿監査係だった。

### 戦犯法廷

#### 証人たち
虐殺の資金源について証言するため、国際法廷の証人として集まった7人の要人たち。ハルツーム政権の解体を通してアフリカ全土の兵器売買ネットワークをも解体し、50年後のアフリカに平和をもたらすことが彼らの真の狙いである。
マイトガング・ヴィッテルス
元欧州鉄工業グループ総帥兼欧州銀行頭取。英国風の杖を持つ初老の老人。通称“鉄と貨幣の王”。雛に「W.G.（＝世界政府）」が刻まれたコインを渡す。元SS大尉アロイス・ブルナーにシリアで教育されたナチス略取児童の生き残り。ダルフールから〈荷〉（大量のダイヤ原石）を送った張本人。
アンネリーゼ・アーレ
世界的製薬企業元経営者。後に修道女となり、私財を投げ打って慈善活動を行う。上品に毒舌。マザー・テレサを現実と理想を両立させた偉人として深く尊敬している。鳳に「ロザリオ」を渡す。
ブリギッテ・シュタイン
ベルギー老舗宝石商の一族。世界のダイヤ流通の担い手。アフリカの血で購われた違法ダイヤ処分にも当たっており、世界中のダイヤから血を拭うことを誓っている。乙に「純潔の石（血に汚れていないダイヤ）」を渡す。
フランツ＝ヨーゼフ・フェルディナント・フォン・ハプスブルク・ミッターマイヤー
ハプスブルク家の末裔。EU議員。豪快でざっくばらん。通称“漁師”（聖杯伝説の「漁夫王（フィッシャー・キング）」に由来）。ニナに「N.O.＝ノブレス・オブリージュ」が刻まれた指輪を渡す。
ジャック・パーキンス（シモン・オルメルト）
米国籍の通訳官。各国シンクタンクに所属する外交エージェント。暗殺されたスーダン大統領の元通訳官。正体はシャバック・スパイのイスラエル人。アロイスの子孫こそがトラクルであると洗脳され、ヴィッテルスに迫るが返り討ちに遭う。趙迅妹と携帯で連絡を取っていた。
ハロルド・レイバース
FBI法務官。元HRT（対テロ人質救出班）。科学捜査のエキスパート。常にポーカーフェイス。少年時代リトルロック高校事件を通して母国の大義を知り、その理想を信じて任務に命を懸ける。鳳と同行し事件を追跡する本作の探偵役。
趙迅妹（チャオ・シュンメイ）
中国人民解放軍中尉。優秀な戦闘機パイロット。〈太公望〉の真実を世界に知らしめるため、国連都市の証言台に立とうと2人で亡命するが、直後〈キャラバン〉〈赤いハヤブサ〉に拉致される。パーキンスと携帯で連絡を取っていた。
〈太公望〉
エルファシルの6人の子供の脳とAIの統合人格を持つ戦闘機。米がスーダンに落とした最新鋭ステルス戦闘機（“トロイの木馬”）を使い物にするため、中国により犠脳体兵器とされた。
アジア・アフリカ軍事航空ルート（〈荷〉の発送ルートでもある）が、軍幹部と犯罪組織の癒着により戦争を隠れ蓑にした武器密輸や資金洗浄といった違法行為のためのルートと化している現状を白日の下に晒すため、趙共々当のルートを辿って亡命。夕霧に「痛みは正しい方法で消せる」と伝える。

#### 被告
アブドル・アツィム将軍
スーダン共和国ハルツーム政権現最高権力者。アラブ系アフリカ人。ムスリム。元少年兵。難民認定を受け先進国で教育を受けた。
“トロイの木馬”のデータや地下資源を諸外国に売る権利を巡っての国内対立、さらに戦闘機データのイラン流出を恐れるイスラエルによる大統領暗殺で暴動が発生、民兵を使って事態収拾に当たるが抑えきれず、虐殺に発展した。
紛争を止めるため証人たちと語らい鉱山を封鎖、自ら裁きを受けるため国際法廷にやって来た8人目の証人でもある。
黄金の拳銃がトレードマーク。弾倉に7人目の名を表す漢詩（『史記』の一節）を刻んでいる。
アサド・アツィム親衛隊長
アブドルの長男で、後継者。父親に心酔している。将軍を救うため一芝居を仕組んだが、ホイテロートに裏切られ〈フィダフォアド〉（フール人反政府ゲリラ）に拘束される。

### その他の登場人物
ゲオルグ・ヘンリケ・フォン・クルツリンガー
回想のみに登場。陽炎の父。狩猟中に彼女を過失で撃ってしまい、愛する娘とライフルへの際限ない罪悪の地獄に陥る。以後奴隷のように尽くしながら暮らすうちに狂気に囚われ、娘との近親相姦に陥る。家政婦に現場を発見され心中を図るが、陽炎に拒否され彼女の目前で自殺。
しかし実際に陽炎を狙撃したのは別の人物であり、ゲオルグはその犯人に仕立て上げられただけであった。ゲオルグが精神に異常をきたしたのは自分を陥れた「敵」の存在がプレッシャーになったことも一因である。
夕霧の母
第参話「Browin' in the White」に登場（回想のみ）。娼婦。元ダンサーで夕霧に歌の喜びを教えた。
娘との生活のために客を殺し金品を奪っていたが、麻薬取引の金を掠め取り追われた母が娘を逃がすため「人は本当は空を飛べる」と信じていた夕霧をビルの屋上から転落させ、児童福祉局に委ねる。その後行方不明。
鳳の家族
第2話に登場（回想のみ）。両親は鳳を溺愛しつつも悲劇の子と呼んでいた。父が遺伝子差別（本人の無能?）のため政府の重要ポストを失ってからは、厳しい修行により遺伝子修復が可能と主張するカルト教団に没頭、最期の救済と称して自爆。
杜麟太郎
日系移民。飄々とした初老男性。剣術と合気の達人。
移民前は国粋主義者で、〈七望会〉に所属していたが、米の意向に従い国民を見殺しにした自国の政府に絶望、大臣を暗殺し国外逃亡した。エルメンライヒの命の恩人でアジア系にもかかわらず厚遇されているが、生き恥を晒していると感じており、死に場所を求めている。通称モリサン。後の乙に大きな影響を与えた人間の一人。
マルグリッテ・ルックナー
水無月の母。終身刑で服役中。別れ話を持ち出した夫を引き留めるためビルのシャッターを遠隔閉鎖し放火、結果16人を焼き殺し息子を不具とした。MSS通信網構築にも携わった優秀な技術者だが、水無月に「忘れていたい存在」と言わしめるかなり危険な人。
シュテファン・テオ・ラバグルト
ラバクルト内務大臣の一人息子。初々しい少年。学校の職業体験で公共放送ORFアルバイト中に事件に巻き込まれる。実は涼月ファン。
アダー・ガウス
スラム街として悪名高い二十五番街の神父。目的のためならば汚い手を使ってでも成就させる性格。浮動票始末のための泡沫候補として祭り上げられていたメッサーシュミット州知事を非合法的手段をも用いて当選させた。
ベルナルド・ジュリーニ
ライフル友愛会のメンバーの一人。現在植物状態となっているロッシーニ枢機卿の前任者だった男の血縁であり、その男を目覚めさせるための手術を行うか否かの決定権をもっていた。しかしその男を目覚めさせまいとする勢力によって殺され、ベルナルド一人を狙ったことを誤魔化すためと、脳内チップを使った植物状態の回復という研究を行っていたアルブレヒト・アイスラーを共に抹殺するために「医師狙撃事件」が引き起こされた。
カール・クラウス・フォン・シュテルテベッカー
ミリオポリス軍元少将。7年前のクーデター事件首謀者。レオーベン刑務所服役中。人心操作の天才で人の心を読む。ヘルガの夫の敵。ネットを通じてヘルガと対峙し、事件のヒントを与えた。

## 用語
機械化児童/特甲児童
極度の少子高齢化と犯罪・テロの増加を背景にミリオポリスにおいては児童労働と身体障害児に対するサイボーグ化が認められている。結果、機械化された身体を持ち、国家に従属する少年少女たちの存在が生まれた。
また、機械化を受けた児童の中でも、〈特殊転送式強襲機甲義肢〉＝通称〈特甲〉を国から支給され、治安維持に当たる少年少女のことを〈特甲児童〉と呼ぶ。
（〈特甲〉は国のマスターサーバーから〈転送〉を受けなければ使用できないが、破損した〈特甲〉は再度の〈転送〉を受ければ一瞬で無傷状態に復帰できる。また特甲には痛覚がない）
男子は軍属となることが多く、主に女子が都市治安を担っている。本来のコンセプトはプリンチップ社発案の人間兵器。
児童福祉局
通称〈子供工場〉。身寄りのない身体障害児に機械化と操縦訓練を施し、労働児童として育成する機関。
貧窮した親が特に障害のない子供を向かいのビルから突き落とす事件が後を絶たない。
文化委託
戦争や災害で保全困難となった国の文化を他国が維持し、その報奨として莫大な保全予算が国連から下りる政策。金閣寺やマチュ・ピチュやアンコール・ワット等がミリオポリス内に文化保全されている。
またこの一つに、ランダムに決定される日本の漢字名（キャラクターネーム）を名乗れば毎月の保全金と社会保障が支払われる制度がある。漢字名は25歳（準成人時）にミドルネーム、35歳（成人時）にセカンドネームとなる。
マスターサーバー
都市の通信ネットワークの最上位に位置する演算装置。核にも匹敵するとされている国土防衛戦略の要。
超高度な演算能力と強力なアクセス権限を持ち、都市内の電子網を監視し、あらゆる電子機器へ干渉できる。 そのため、都市内での大規模破壊兵器の運用に対する抑止力となっている。
国家防衛を担う各省庁がそれぞれ保有しており、MPBの所有する<刕(レイ)>、MSSが1巻より独占使用を認められた<瞐(バク)>、兵器開発局が所有する<叒(カムキ)>などがある。
接続官（コーラス）
マスターサーバーと脳を接続することで、マスターサーバーと積極的に連絡し、転送塔との仲介を通した〈特甲〉の転送などの各種サポートを行う職種。接続官も特甲児童であり、自らの特甲を用いてマスターサーバーと接続する。
犠脳体兵器
マスターサーバーの電子干渉を排除しつつ大規模破壊を実行するための手段として、機体の制御系に人間の脳を使用したテロ用兵器。
機体に脳を移植するためには、生きている人間の脳を使用しなければならず、贄となる献体者を必要とする。
脳摘出後も肉体との電気信号を中継することで人間的な活動は可能だが、これが途絶えた場合（肉体自体が損傷して機能的な死を迎えたとき）、脳は人間としての機能を失い、兵器の中枢部となって破壊活動を開始する。
未成年兵士
この時代の国連統計では全世界の少年兵（女子含）は140万人に上るとされている（現実の統計では2001年で推定30万人）。
また、もともと戦争と身体障害者（傷痍軍人）、肉体のサイボーグ化（義肢、パワードスーツ等）には密接な関係があった。
孤児の身体障害児であるヒロインたちが高価な機械の手足で生活できるのは、テロリズムに対する戦いを対テロ戦争として「常に世界中が戦時下にある状況」と見なした時、優秀な兵士がいくらでも必要とされるためでもある。
クーデター事件
7年前にミリオポリス軍と警察が都市治安をめぐり衝突。軍による都市占拠騒ぎまで発展し多数の死傷者が出た。プリンチップ社の関与が疑われている。この事件以来ミリオポリスの治安機構は軍の都市出動を極端に警戒している。
“身代わり（ズュンデンボック）”
精神的衝撃から自分を守るため、心や記憶の一部に作られる「盾」。この盾が衝撃で破壊され消えることで、本来の精神が守られる。多重人格とは異なるらしい。
揺籃状態
人格改変プログラムの急激な進行に伴い発生する、過去の幸福な記憶に包まれ安らぎに満ちた瞑想に近い状態。自他や敵味方の区別が曖昧になるため、同士討ちの危険がある。
EI（イースター・エッグ）兵器
サードアイの遠隔操作兵器。巨大な銀色の卵（多機能戦術型〈タイタノマキア〉）、円筒を生やした化物兜（強襲型〈ギガントマキア〉）の2種。
“4JO（フィアー・ヨット・オー）”
シャーリーンがかつて開発に携わった試作型機械化キメラウィルス。遠隔操作で感染経路や症状の調整・ウイルスの自壊も可能。正体は政府が開発したテロリストにわざと流すための欠陥兵器〈トロイの木馬〉。
特甲レベル3
戦時状況並みの脅威下のみ許可される高度兵装。レベル3装備の特攻児童は単独行動が基本。
レベル1は地上戦用、レベル2は空中戦用。基本装備では『オイレン』の3人はレベル1・B、『スプライト』の3人はレベル2・Aに相当。
特甲レベル4
特甲兵器の完成型とされるが、開発顧問たちの相次ぐ死により開発中断された。
人格改変プログラム
特甲の四肢は痛覚オフ可能だが、「記憶の痛み（幻肢痛?）」は消し切れない。この痛みを制御するため「人格改変化・変通抑制プログラム」＝“無（オフ）モード”が開発された。
特甲児童たちの心身を“無モード”によって守ると同時に、何の苦痛もない“無モード”への過剰適応をも防止するはずであった。
だがプログラムが適用されたレベル3で、激しい攻撃意欲・他者認識能力の喪失による同志討ち等が認められたため、適用中断されている。
人格改変化も変通抑制も非常時において人間の心に起こるべくして起こることであり、レベル3の暴走においても何らかの引き金ではないかと推測されているが、真相は未だ不明である。
人格改変化

変通抑制

人格の時間面

フロー状態
進行すると人格崩壊に至るが、人格の時間面を自ら進めることが出来れば助かるらしい。
リヴァイアサン（世界統一ゲーム）
作中でプレイされる架空ゲーム。
“アイギス”
MSSのセーフガード用通信解析車両。“山猫事件”を教訓に導入。本部解析課と同等の能力を持ち、相互監視を行うことで情報汚染を防止する。
“サテュロス”
直立した黒山羊のような全身パワードスーツ。本来は身体障害者支援機器であり、四肢を失った者でも戦場に送り出せる。速度重視のシレンティ型、防御重視のサテュルリシキー型がある。
“アルキオネウス”
氷結装甲型EI兵器。外見は巨大な三連砲つきの2階建てパス。吸い上げた水をコンクリート状にして装甲を形成するため無限に修復可能。
ブリリアント・モデル

ガラテア・コンプレックス

内的導引性ビジョン
特甲児童の脳内に埋め込まれた電子チップによって発生する幻覚。
ローデシア
徹底した白人主義の武装集団。挨拶から靴紐の結び方まで細かい規則がたくさんある。
アルレッキーノ
イタリア系マフィア。金で雇われる殺し屋集団。団員は白スーツに仮面をつけている。

## 既刊一覧
- 冲方丁（著）・白亜右月（イラスト）、角川書店〈角川スニーカー文庫〉、全4巻
  - 『オイレンシュピーゲル壱 Black & Red & White』、2007年2月1日初版発行（1月31日発売[5]）、ISBN 978-4-04-472901-1
  - 『オイレンシュピーゲル弐 FRAGILE!!/壊れもの注意!!』、2007年6月1日初版発行（同日発売[6]）、ISBN 978-4-04-472902-8
  - 『オイレンシュピーゲル参 Blue Murder』、2007年11月1日初版発行（10月31日発売[7]）、ISBN 978-4-04-472905-9
    - アンタレス事件が解決し、束の間の休暇を得た3人。だが「吹雪との思い出」「古い子猫のぬいぐるみ」「バイオリン弾きの少年」を介して過去に向き合った彼女たちは、自分たちの記憶の空白に気づいていく。「初出撃の記憶」をキーに、3人の内面に迫る連作短編集。巻末におまけストーリーあり。

  - 『オイレンシュピーゲル肆 Wag The Dog』、2008年5月1日初版発行（4月26日発売[8]）、ISBN 978-4-04-472908-0
    - 5月1日メーデー、ウィーン国際空港でエル・アル航空のジャンボジェットがハイジャック。実行犯はすぐに鎮圧されるが、直後空港内で同時多発テロが発生。さらに中国の最新鋭戦闘機が強行着陸、パイロットは亡命を希望するが直後に拉致される。ドナウ川氾濫で国際空港は孤立。一般人200人、空港職員たち、そしてパイロットと戦闘機を、MPBと〈特憲〉は守り抜けるのか?
- 冲方丁（著）・はいむらきよたか（イラスト）、富士見書房〈富士見ファンタジア文庫〉、全4巻
  - 『スプライトシュピーゲルI Butterfly & Dragonfly & Honeybee』、2007年2月5日初版発行（2月1日発売[9]）、ISBN 978-4-8291-1897-9
  - 『スプライトシュピーゲルII Seven Angels Coming』、2007年7月25日初版発行（7月20日発売[10]）、ISBN 978-4-8291-1949-5
  - 『スプライトシュピーゲルIII いかづちの日と自由の朝』、2007年11月5日初版発行（11月1日発売[11]）、ISBN 978-4-8291-1973-0
    - 復活祭前のお祭り気分にはしゃぐミリオポリスで、次々に起こる高官暗殺、ウイルス感染、爆破テロ、そして裏切り───2016年3月24日聖木曜日の12時から、翌日聖金曜日の12時までの、MSSの嵐のような24時間を描く。巻末にタイムテーブルとおまけストーリーあり。

  - 『スプライトシュピーゲルIV テンペスト』、2008年4月25日初版発行（4月19日発売[12]）、ISBN 978-4-8291-3281-4
    - 5月1日メーデー、ミリオポリス内国連都市でエルファシルの虐殺（新たなダルフール紛争）を裁くため国際戦犯法廷が開かれる。証人の護衛を担うMSSだが、開廷目前に国連ビル内で同時多発テロが発生。敵は爆弾犯、第一の射殺犯、第二の射殺犯、2つの武装組織、そして2人の特甲猟兵。ドナウ川氾濫で国連都市は孤立、証人たちが一人また一人と殺される中、MSSと〈特憲〉の絶望的な攻防戦が始まる。『オイレン肆』と表裏一体の事件を追う長編「テンペスト」+鳳と冬真の初デート中編「フロム・ディスタンス 彼/彼女までの距離」を収録。巻末におまけストーリーあり。
- 冲方丁（著）・島田フミカネ（イラスト）、角川書店〈角川スニーカー文庫〉、全5巻
  - 『テスタメントシュピーゲル1』、2009年12月1日初版発行（11月28日発売[13]）、ISBN 978-4-04-472909-7-C0193  
    - 法廷事件の終結後、つかの間の平和を味わう涼月。吹雪とデートをして、幸福な時間を堪能していた。その最中起こった囚人護送バス襲撃事件。些細な事件かと思われたそれは、ヴァチカンの枢機卿暗殺事件とヘンリー王子射殺事件を巻き込んで大きくなる。捜査によって自らの過去に触れていく特甲児童達。そして、一人の少女が虚無へと墜落し、特甲児童に予期せぬ悲劇と狂気が襲い掛かる。

  - 『テスタメントシュピーゲル2 上』、2015年4月28日発売[14]、 ISBN 978-4-04-472911-0
  - 『テスタメントシュピーゲル2 下』、2015年6月1日発売[15]、ISBN 978-4-04-103098-1
  - 『テスタメントシュピーゲル3 上』、2016年12月28日発売[16]、 ISBN 978-4-04-472912-7
  - 『テスタメントシュピーゲル3 下』、2017年7月1日発売[17]、 ISBN 978-4-04-105181-8

### 文庫未収録
- オイレンシュピーゲル（イラスト：島田フミカネ、『ザ・スニーカー』2004年12月号掲載）

## 漫画版

### オイレンシュピーゲル
- 画：曽我部修司、角川書店〈角川コミックス・エース〉全1巻
  1. ISBN 978-4-04-715253-3 2009年6月発行
- 画：二階堂ヒカル、講談社〈シリウスKC〉全7巻
  1. ISBN 978-4-06-376217-4 2010年4月2日発売[18]
  2. ISBN 978-4-06-376242-6 2010年10月8日発売[18]
  3. ISBN 978-4-06-376249-5 2011年1月7日発売[18]
  4. ISBN 978-4-06-376269-3 2011年5月9日発売[18]
  5. ISBN 978-4-06-376308-9 2011年11月9日発売[18]
  6. ISBN 978-4-06-376341-6 2012年6月8日発売[18]
  7. ISBN 978-4-06-376380-5 2013年2月8日発売[18]

### スプライトシュピーゲル
共に『ヤングキングアワーズ』（少年画報社）連載。
- 画：さめだ小判、少年画報社〈YKコミックス〉、全1巻
  1. ISBN 978-4-7859-3351-7 2010年4月2日発売
- 画：中嶋ヤマト、少年画報社〈ヤングキングコミックス〉、全3巻
  1. ISBN 978-4-7859-3733-1 2011年11月9日発売
  2. ISBN 978-4-7859-3857-4 2012年6月8日発売
  3. ISBN 978-4-7859-4014-0 2013年2月8日発売